# Bóng rổ tại Đại hội Thể thao Đông Nam Á 2021 – Nữ
Giải đấu bóng rổ nữ tại Đại hội Thể thao Đông Nam Á 2021 được tổ chức tại Nhà thi đấu huyện Thanh Trì, Hà Nội, Việt Nam từ ngày 16 đến 22 tháng 5 năm 2022.

## Lịch thi đấu
Dưới đây là lịch thi đấu ở nội dung bóng rổ nữ:
| RR | Vòng tròn 1 lượt |

| T2 16 | T3 17 | T4 18 | T5 19 | T6 20 | T7 21 | CN 22 |
| ----- | ----- | ----- | ----- | ----- | ----- | ----- |
| RR    |       | RR    | RR    |       | RR    | RR    |

## Quốc gia tham dự
- Indonesia
- Malaysia
- Philippines
- Singapore
- Thái Lan
- Việt Nam

## Thể thức thi đấu
Giải không tổ chức bốc thăm chia bảng do chỉ có 6 đội tuyển tham dự. Sáu đội thi đấu theo thể thức vòng tròn một lượt. Ba đội có thứ hạng cao nhất sẽ được lần lượt trao huy chương vàng, bạc và đồng.

## Địa điểm
Giải đấu bóng rổ 5 đấu 5 được tổ chức tại Nhà thi đấu huyện Thanh Trì, Hà Nội.

## Kết quả

### Thi đấu vòng tròn
Tất cả thời gian được liệt kê tính theo giờ Việt Nam (UTC+7)
| VT | Đội          | ST | T | B | ĐT  | ĐB  | HS   | Đ | Kết quả chung cuộc |
| -- | ------------ | -- | - | - | --- | --- | ---- | - | ------------------ |
| 1  | Philippines  | 5  | 4 | 1 | 491 | 402 | +89  | 9 | Huy chương vàng    |
| 2  | Indonesia    | 5  | 4 | 1 | 403 | 342 | +61  | 9 | Huy chương bạc     |
| 3  | Malaysia     | 5  | 3 | 2 | 355 | 336 | +19  | 8 | Huy chương đồng    |
| 4  | Thái Lan     | 5  | 2 | 3 | 378 | 358 | +20  | 7 |                    |
| 5  | Việt Nam (H) | 5  | 2 | 3 | 384 | 405 | −21  | 7 |                    |
| 6  | Singapore    | 5  | 0 | 5 | 243 | 411 | −168 | 5 |                    |

| 16 tháng 5 năm 2022 09:00 | Box Score | Philippines                                                                   | 93–77 | Indonesia                                                                    |  | Nhà thi đấu huyện Thanh Trì, Hà Nội |
| 16 tháng 5 năm 2022 09:00 | Box Score | Điểm mỗi set: 17–17, 23–21, 32–19, 21–20                                      |       |                                                                              |  | Nhà thi đấu huyện Thanh Trì, Hà Nội |
| 16 tháng 5 năm 2022 09:00 | Box Score | Điểm: Bernardino 16 Chụp bóng bật bảng: Bernardino 9 Hỗ trợ: Cabinbin Rosal 7 |       | Điểm: Orville 19 Chụp bóng bật bảng: Lestari 10 Hỗ trợ: Wongsohardjo, Dewi 5 |  | Nhà thi đấu huyện Thanh Trì, Hà Nội |

| 16 tháng 5 năm 2022 13:00 | Box Score | Thái Lan                                                                                      | 67–70 | Malaysia                                                  |  | Nhà thi đấu huyện Thanh Trì, Hà Nội |
| 16 tháng 5 năm 2022 13:00 | Box Score | Điểm mỗi set: 25–11, 7–23, 25–18, 10–18                                                       |       |                                                           |  | Nhà thi đấu huyện Thanh Trì, Hà Nội |
| 16 tháng 5 năm 2022 13:00 | Box Score | Điểm: Warunee Kitraksa 18 Chụp bóng bật bảng: Yada Sriharaksa 10 Hỗ trợ: Rujiwan Bunsinprom 3 |       | Điểm: Yaakob 14 Chụp bóng bật bảng: Pang 9 Hỗ trợ: Pang 9 |  | Nhà thi đấu huyện Thanh Trì, Hà Nội |

| 16 tháng 5 năm 2022 17:00 | Box Score | Singapore                                             | 51–73 | Việt Nam                                                            |  | Nhà thi đấu huyện Thanh Trì, Hà Nội |
| 16 tháng 5 năm 2022 17:00 | Box Score | Điểm mỗi set: 15–11, 11–22, 14–27, 10–13              |       |                                                                     |  | Nhà thi đấu huyện Thanh Trì, Hà Nội |
| 16 tháng 5 năm 2022 17:00 | Box Score | Điểm: Jia 16 Chụp bóng bật bảng: Lim 14 Hỗ trợ: Chu 3 |       | Điểm: Anh Đào 19 Chụp bóng bật bảng: Thị Ngoan 12 Hỗ trợ: Thảo Vy 8 |  | Nhà thi đấu huyện Thanh Trì, Hà Nội |

| 18 tháng 5 năm 2022 09:00 | Box Score | Thái Lan                                                                                          | 81–97 | Philippines                                                                 |  | Nhà thi đấu huyện Thanh Trì, Hà Nội |
| 18 tháng 5 năm 2022 09:00 | Box Score | Điểm mỗi set: 16–22, 24–35, 19–23, 22–17                                                          |       |                                                                             |  | Nhà thi đấu huyện Thanh Trì, Hà Nội |
| 18 tháng 5 năm 2022 09:00 | Box Score | Điểm: Lumdabpang Thunchanok 14 Chụp bóng bật bảng: Amphawa Thuamon 5 Hỗ trợ: Rujiwan Bunsinprom 4 |       | Điểm: Bernardino 20 Chụp bóng bật bảng: Bernardino 16 Hỗ trợ: Somera Bade 4 |  | Nhà thi đấu huyện Thanh Trì, Hà Nội |

| 18 tháng 5 năm 2022 13:00 | Box Score | Malaysia                                                                 | 72–37 | Singapore                                           |  | Nhà thi đấu huyện Thanh Trì, Hà Nội |
| 18 tháng 5 năm 2022 13:00 | Box Score | Điểm mỗi set: 13–6, 24–6, 20–11, 15–14                                   |       |                                                     |  | Nhà thi đấu huyện Thanh Trì, Hà Nội |
| 18 tháng 5 năm 2022 13:00 | Box Score | Điểm: Rajintiran Kalaimathi 12 Chụp bóng bật bảng: Chong 8 Hỗ trợ: Saw 2 |       | Điểm: Lim 7 Chụp bóng bật bảng: Han 7 Hỗ trợ: Chu 2 |  | Nhà thi đấu huyện Thanh Trì, Hà Nội |

| 18 tháng 5 năm 2022 17:00 | Box Score | Việt Nam                                                          | 80–93 | Indonesia                                                                        |  | Nhà thi đấu huyện Thanh Trì, Hà Nội |
| 18 tháng 5 năm 2022 17:00 | Box Score | Điểm mỗi set: 19–16, 21–35, 12–19, 28–23                          |       |                                                                                  |  | Nhà thi đấu huyện Thanh Trì, Hà Nội |
| 18 tháng 5 năm 2022 17:00 | Box Score | Điểm: Thảo Vy 26 Chụp bóng bật bảng: Thảo Vy 6 Hỗ trợ: Thảo Vy 10 |       | Điểm: Pierre-Louis 36 Chụp bóng bật bảng: Pierre-Louis 23 Hỗ trợ: Wongsohardjo 5 |  | Nhà thi đấu huyện Thanh Trì, Hà Nội |

| 19 tháng 5 năm 2022 09:00 | Box Score | Singapore                                                | 40–91 | Thái Lan                                                                                             |  | Nhà thi đấu huyện Thanh Trì, Hà Nội |
| 19 tháng 5 năm 2022 09:00 | Box Score | Điểm mỗi set: 14–15, 6–20, 10–30, 10–26                  |       | |  | Nhà thi đấu huyện Thanh Trì, Hà Nội |
| 19 tháng 5 năm 2022 09:00 | Box Score | Điểm: Chu 8 Chụp bóng bật bảng: Lim 9 Hỗ trợ: Han, Lim 2 |       | Điểm: Rattiyakorn Udomsuk 16 Chụp bóng bật bảng: Atchara Kaichaiyafoom 9 Hỗ trợ: Juthamas Jantakan 3 |  | Nhà thi đấu huyện Thanh Trì, Hà Nội |

| 19 tháng 5 năm 2022 13:00 | Box Score | Indonesia                                                                  | 70–52 | Malaysia                                                                |  | Nhà thi đấu huyện Thanh Trì, Hà Nội |
| 19 tháng 5 năm 2022 13:00 | Box Score | Điểm mỗi set: 21–12, 14–18, 17–17, 18–5                                    |       |                                                                         |  | Nhà thi đấu huyện Thanh Trì, Hà Nội |
| 19 tháng 5 năm 2022 13:00 | Box Score | Điểm: Pierre-Louis 25 Chụp bóng bật bảng: Pierre-Louis 14 Hỗ trợ: Sophia 4 |       | Điểm: Yap 17 Chụp bóng bật bảng: Rajintiran Kalamathi 12 Hỗ trợ: Pang 3 |  | Nhà thi đấu huyện Thanh Trì, Hà Nội |

| 19 tháng 5 năm 2022 17:00 | Box Score | Việt Nam                                                          | 87–118 | Philippines                                                                                  |  | Nhà thi đấu huyện Thanh Trì, Hà Nội |
| 19 tháng 5 năm 2022 17:00 | Box Score | Điểm mỗi set: 20–40, 15–18, 27–32, 25–28                          |        |                                                                                              |  | Nhà thi đấu huyện Thanh Trì, Hà Nội |
| 19 tháng 5 năm 2022 17:00 | Box Score | Điểm: Thảo Vy 30 Chụp bóng bật bảng: Tiểu Duy 6 Hỗ trợ: Anh Đào 4 |        | Điểm: Castillo Isidro 25 Chụp bóng bật bảng: Afril Bernardino 12 Hỗ trợ: Berberabe Pineda 10 |  | Nhà thi đấu huyện Thanh Trì, Hà Nội |

| 21 tháng 5 năm 2022 09:00 | Box Score | Philippines                                                               | 88–61 | Singapore                                            |  | Nhà thi đấu huyện Thanh Trì, Hà Nội |
| 21 tháng 5 năm 2022 09:00 | Box Score | Điểm mỗi set: 18–6, 22–15, 28–16, 22–24                                   |       |                                                      |  | Nhà thi đấu huyện Thanh Trì, Hà Nội |
| 21 tháng 5 năm 2022 09:00 | Box Score | Điểm: Castro 15 Chụp bóng bật bảng: Bernardino 8 Hỗ trợ: Cabinbin Rosal 3 |       | Điểm: Chu 16 Chụp bóng bật bảng: Ang 6 Hỗ trợ: Jia 3 |  | Nhà thi đấu huyện Thanh Trì, Hà Nội |

| 21 tháng 5 năm 2022 13:00 | Box Score | Thái Lan                                                                                           | 64–76 | Indonesia                                                                  |  | Nhà thi đấu huyện Thanh Trì, Hà Nội Trọng tài: K. Bohui N. Hwa Loong L. Wee Chun |
| 21 tháng 5 năm 2022 13:00 | Box Score | Điểm mỗi set: 28–19, 18–19, 13–18, 5–20                                                            |       |                                                                            |  | Nhà thi đấu huyện Thanh Trì, Hà Nội Trọng tài: K. Bohui N. Hwa Loong L. Wee Chun |
| 21 tháng 5 năm 2022 13:00 | Box Score | Điểm: Warunee Kitraksa 18 Chụp bóng bật bảng: Lumdabpang Thunchanok 5 Hỗ trợ: Rujiwan Bunsinprom 4 |       | Điểm: Pierre-Louis 21 Chụp bóng bật bảng: Pierre-Louis 16 Hỗ trợ: Retong 7 |  | Nhà thi đấu huyện Thanh Trì, Hà Nội Trọng tài: K. Bohui N. Hwa Loong L. Wee Chun |

| 21 tháng 5 năm 2022 17:00 | Box Score | Malaysia                                                | 65–69 | Việt Nam                                                         |  | Nhà thi đấu huyện Thanh Trì, Hà Nội |
| 21 tháng 5 năm 2022 17:00 | Box Score | Điểm mỗi set: 19–10, 17–21, 13–23, 16–15                |       |                                                                  |  | Nhà thi đấu huyện Thanh Trì, Hà Nội |
| 21 tháng 5 năm 2022 17:00 | Box Score | Điểm: Yap 22 Chụp bóng bật bảng: Pang 11 Hỗ trợ: Ting 5 |       | Điểm: Thảo Vy 22 Chụp bóng bật bảng: Thảo Vy 7 Hỗ trợ: Thảo Vy 7 |  | Nhà thi đấu huyện Thanh Trì, Hà Nội |

| 22 tháng 5 năm 2022 09:00 | Box Score | Malaysia                                                      | 96–93 | Philippines                                                                 |  | Nhà thi đấu huyện Thanh Trì, Hà Nội |
| 22 tháng 5 năm 2022 09:00 | Box Score | Điểm mỗi set: 25–28, 33–26, 19–17, 19–22                      |       |                                                                             |  | Nhà thi đấu huyện Thanh Trì, Hà Nội |
| 22 tháng 5 năm 2022 09:00 | Box Score | Điểm: Chong, Yap 25 Chụp bóng bật bảng: Pang 10 Hỗ trợ: Saw 7 |       | Điểm: Pontejos 18 Chụp bóng bật bảng: Bernardino 7 Hỗ trợ: Cabinbin Rosal 5 |  | Nhà thi đấu huyện Thanh Trì, Hà Nội |

| 22 tháng 5 năm 2022 13:00 | Box Score | Indonesia                                                                 | 87–53 | Singapore                                                  |  | Nhà thi đấu huyện Thanh Trì, Hà Nội |
| 22 tháng 5 năm 2022 13:00 | Box Score | Điểm mỗi set: 22–8, 21–4, 26–18, 18–23                                    |       |                                                            |  | Nhà thi đấu huyện Thanh Trì, Hà Nội |
| 22 tháng 5 năm 2022 13:00 | Box Score | Điểm: Pierre-Louis 22 Chụp bóng bật bảng: Pierre-Louis 10 Hỗ trợ: Putri 5 |       | Điểm: See 18 Chụp bóng bật bảng: Choong 4 Hỗ trợ: Choong 4 |  | Nhà thi đấu huyện Thanh Trì, Hà Nội |

| 22 tháng 5 năm 2022 17:00 | Box Score | Việt Nam                                                          | 75–78 | Thái Lan |  | Nhà thi đấu huyện Thanh Trì, Hà Nội |
| 22 tháng 5 năm 2022 17:00 | Box Score | Điểm mỗi set: 22 - 23, 18 - 21, 19 - 20, 16 - 14                  |       | |  | Nhà thi đấu huyện Thanh Trì, Hà Nội |
| 22 tháng 5 năm 2022 17:00 | Box Score | Điểm: Thảo My 27 Chụp bóng bật bảng: Tiểu Duy 6 Hỗ trợ: Thảo My 6 |       | Điểm: Kanokwan Prajuapsook, Warunee Kitraksa 15 Chụp bóng bật bảng: Kanokwan Prajuapsook 11 Hỗ trợ: Rujiwan Bunsinprom 6 |  | Nhà thi đấu huyện Thanh Trì, Hà Nội |

## Xếp hạng chung cuộc
| Vị trí | Đội         |
| ------ | ----------- |
| 1      | Philippines |
| 2      | Indonesia   |
| 3      | Malaysia    |
| 4      | Thái Lan    |
| 5      | Việt Nam    |
| 6      | Singapore   |